# Saint-Martin-de-Mâcon
Saint-Martin-de-Mâcon é uma comuna francesa na região administrativa da Nova Aquitânia, no departamento de Deux-Sèvres. Estende-se por uma área de 12,28 km². Em 2010 a comuna tinha 305 habitantes (densidade: 24,8 hab./km²).